# Kasteel van Meux
Het Kasteel van Meux (Frans: Château de Meux) is een kasteel in de Franse gemeente Meux.